# Montacuta spitzbergensis
Montacuta spitzbergensis is een tweekleppigensoort uit de familie van de Lasaeidae. De wetenschappelijke naam van de soort is voor het eerst geldig gepubliceerd in 1901 door Knipowitsch.